# Ludwig von Mises
Ludwig Heinrich Edler von Mises (Lviv, 29 de setembre de 1881 - Nova York, 10 d'octubre de 1973), va ser un economista i filòsof social austrohongarès, considerat el degà de l'Escola Austríaca d'Economia i un dels economistes més influents del segle xx.

## Biografia

### Joventut
Va néixer a Lemberg, capital de Galítsia en l'antic Imperi Austrohongarès (actualment dividida entre Polònia i Ucraïna) fill d'Arthur von Mises (enginyer de ferrocarrils i funcionari públic) i Adele Landau von Mises. El seu germà menor, Richard von Mises va ser un famós físic. La família Mises es va mudar a Viena sent Ludwig nen. El 1892 va ingressar en l'Akademisches Gymnasium, on va rebre una educació humanista. Va ser company de Hans Kelsen. Des de primerenca edat Mises es va interessar per la Història i la Política. Després de graduar-se el 1900, va començar estudis de Dret i Administració Pública a la Universitat de Viena.

### Educació universitària i influències
Sota la direcció de Carl Grünberg, Mises va començar sent un exponent de l'anomenada Escola Històrica d'Administració Pública, que donava major importància a la recerca de dades que a l'anàlisi teòrica. Però a la tardor de 1903 va llegir l'obra 'Principis d'Economia Política' de Carl Menger, text fundacional de l'escola econòmica austríaca. El llibre li va portar a buscar un enfocament més teòric, i en els anys successius va aprofundir els seus estudis de teoria econòmica, especialment al seminari d'Eugen von Böhm-Bawerk, ex-ministre de Finances i campió de l'Escola Austríaca.
Mises es va graduar el febrer de 1906. Va ingressar com a funcionari en l'Administració financera austríaca, però després d'uns quants mesos va abandonar disgustat per l'excessiva burocràcia. Durant els dos anys següents va treballar com a passant en un bufet i va fer classes d'economia. El 1909, va començar a treballar a la Cambra de Comerç i Indústria de Viena, on va continuar els següents vint-i-cinc anys. La Cambra era una organització semi-governamental i a través de les seves publicacions Mises va exercir una influència considerable en la política austríaca.
El 1912 va publicar 'Teoria dels diners i el crèdit', obra en la qual aplicava la Teoria de valor de Carl Menger als diners i presentava una nova teoria del cicle dels negocis en la qual les crisis eren provocades per la distribució inadequada dels recursos a causa de la inflació. Va demostrar que la quantitat de diners en l'economia no era neutral i que el seu augment tenia efectes re-distributius.

### Primera Guerra Mundial
Durant la I Guerra Mundial va servir com oficial a l'artilleria austrohongaresa i va ser assessor econòmic en el Departament per a la Guerra. L'experiència que va obtenir de les realitats de la guerra li van servir per desenvolupar les seves teories sobre l'intervencionisme estatal. L'últim any de la guerra va rebre el prestigiós nomenament de professor extraordinari a la Universitat de Viena.

### Postguerra
Després de la guerra va participar com a adjunt en el govern austríac ocupant-se d'assumptes financers concernents als assumptes exteriors. El seu principal assoliment durant aquesta època va ser convèncer el seu antic amic Otto Bauer, líder del partit socialista, de no intentar un cop d'estat bolxevic. També va escriure un llibre explicant el col·lapse de l'Imperi Austrohongarès. A 'Nació, Estat i Economia' (1919) afirmava que l'imperialisme germànic era conseqüència de l'aplicació del poder de l'Estat per resoldre els problemes de les comunitats multiculturals d'Alemanya i Àustria.

### Liberalisme
Posteriorment publica Socialisme: una anàlisi econòmica i sociològica (1922) on és el primer en demostrar que el sistema comunista no podia funcionar de cap manera, ja que li faltava el mecanisme de preus que feia que la distribució dels recursos fos l'adequada com succeïa en una economia de lliure mercat on les persones cooperen lliurement.
Durant els anys vint, des del seu lloc, Mises va lluitar reeixidament contra la inflació i va utilitzar la seva influència per aconseguir les reformes monetàries i financeres d'Àustria el 1922. No va poder impedir, no obstant això, el constant augment de les regulacions estatals que tant deterioraven les finances públiques. Això li va portar a teoritzar que l'intervencionisme per part del govern era totalment contraproduent. Va excloure com a solució possibles terceres vies i va defensar el laissez-faire com a únic remei. El 1927, va publicar una concisa presentació de la seva política filosòfica utilitària en 'Liberalisme'.
A finals dels anys vint va publicar una sèrie d'articles sobre el caràcter epistemològic de la ciència econòmica. Mises va afirmar que la ciència econòmica no podria ser refutada o verificada a través de les dades observables. L'Economia seria una ciència en la qual predominaven els judicis a priori igual com les matemàtiques, la lògica o la geometria. No obstant això, l'Economia seria part d'una ciència social major, la Praxeología.

### Perseguit pel nazisme, s'exilia als Estats Units
De família jueva, Mises deixa Àustria el 1934 i es trasllada a Ginebra per endegar un nou projecte docent. D'aleshores ençà i fins al 1940 es farà càrrec de la Càtedra de Relacions Econòmiques internacionals a la Universitat de Ginebra. El 1940, s'exilià fugint de la persecució dels nazis -que confiscaren els seus treballs i tota la seva biblioteca. Fugí per Barcelona, Portugal, fins a arribar a Nova York. Obligat a refer la seva vida, rebé una beca de la Fundació Rockefeller i el 1946 la ciutadania nord-americana. Des de 1945 va ser professor de la Universitat de Nova York fins al 1969, sense arribar mai a adquirir una plaça interina en aquesta institució. Això no obstant, fou en aquest època quan reprèn la investigació econòmica i publica L'acció humana (1949) Ludwig Von Mises. L'acció humana. Tractat d'economia.. 2010.  Barcelona: Columna, 02 2010, p. 1288. ISBN 978-84-664-1181-3..

### Pal de paller d'una nova fornada de pensadors liberals
Més enllà de la difusió que tingué gràcies a Henry Hazlitt (periodista econòmic i autor del llibre de referència Economics in one lesson o Ayn Rand), Mises va ser seguir el seu propi camí dirigint un seminari d'investigació esdevenint un renovador del liberalisme clàssic a través de l'Escola Austríaca d'Economia, i un dels principals mentors espirituals del llibertarianisme nord-americà i del liberalisme arreu del món amb la seva obra cimera: 'L'acció humana' (1949).
El seu mestratge ha exercit una gran influència en intel·lectuals d'arreu del món, tals com el Premi Nobel Friedrich Hayek, Murray Rothbard, Hans Sennholz, George Reisman, Ralph Raico, Leonard Liggio, Tibor Machan, Peter Boettke, Roger Garrison, Joseph Keckeissen, Jesús Huerta de Soto, Israel Kirzner, José Luis Tapia Rocha i Alberto Mansueti.
Però també va ser vital per a economistes no pertanyents a la seva escola (la majoria d'ells Premis Nobel) i pensadors d'àrees molt diferents: Max Weber, Joseph Schumpeter, Oskar Lange, Henry Simons, Lionel Robbins, Maurice Allais, Milton Friedman, John Hicks i la llista segueix fins a l'actual economista experimental Vernon Smith entre tants d'altres. Von Mises va morir el 1973 a l'hospital St. Vincent de Nova York.

## Principals aportacions

### Praxeologia
La praxiologia és per a Mises el mètode per estudiar les ciències socials; sent l'equivalent el seu estudi al de les ciències experimentals, però sense la capacitat de fer experiments. La praxiologia fa referència a l'estudi de com la ment humana estructura el pensament de manera que, coneixent aquesta estructura, podem deduir a priori els postulats que guien les decisions individuals de cada subjecte. Aquest mètode seria similar a l'usat en matemàtiques i lògica. Per a Mises no és possible un estudi a través de l'experiència per la impossibilitat que hi hagi constants en les relacions entre variables.
En l'obra L'acció humana, Mises critica el mètode matemàtic i l'observació de dades com a estudi de l'economia, de fet, considera que aquests mètodes poden ser usats en l'anàlisi de la història econòmica, però no són vàlids per entendre o predir el comportament humà. Això és perquè les simplificacions i els problemes tècnics en la recollida de dades modifiquen de tal manera la relació entre les variables que pot alterar la relació i la causalitat que, a priori i basant-nos en hipòtesis deductives, persegueix l'ésser humà per assolir el seu fi. En altres paraules, tot estudi de l'economia a través de dades empíriques és un estudi de fets passats i per tant, no serveix per deduir una pauta de comportament en els individus.

Dins l'enfocament praxeològic, les hipòtesis que es realitzen sobre l'acció humana porten vinculades factors com el valor de l'operació, la riquesa, els termes d'intercanvi, els preus i els costos i també la seva valoració subjectiva lligada a l'escala valorativa del subjecte, importància relativa, escassetat, etc. D'aquesta manera es pot extreure una acció humana que correspongui racionalment a la maximització del subjecte del seu benestar individual. La conseqüència d'aplicar aquest sistema a les ciències socials és que l'estudi de l'“economia” no només mesura les relacions humanes mesurables, sinó aquelles que no es poden mesurar en termes monetaris, però presenten relacions d'intercanvi, essent aquest conjunt conegut com a “acció humana” i representant aquest concepte un tram d'acció acotat, que posteriorment formant fenòmens complexos sigui el que defineixi el comportament de l'individu. Aquest conjunt nou de coneixement abasta totes les disciplines de les ciències socials, similar a la sociologia però sense el caràcter historicista que Mises li atribueix a aquesta darrera.

Una altra conseqüència és que per a l'escola austríaca, totes les demostracions empíriques no serveixen per a res, ja que es basen en l'estudi de dades, però aquesta relació pot canviar. Mises no contempla una categoria de ciència on les seves lleis siguin mutables i per això tots els axiomes demostrats matemàticament no tenen la consideració deconomia, en tot cas podria considerar-se estudi de la història econòmica. L'autor considera que les accions extretes de la praxiologia són immutables i, per tant, lleis humanes i que aquestes lleis humanes no depenen del temps ni d'altres factors, per la qual cosa poden observar-se o no dins de la realitat i de l'estudi de dades depenent de la complexitat dels fenòmens.

### Teoria austríaca del cicle econòmic
La teoria austríaca del cicle econòmic fa èmfasi que tota producció requereix temps. També transcorre temps entre l'inici de la producció i el consum, per la qual cosa es fa evident la importància que aquests autors donaven a l'estalvi en relació amb el temps en què s'inverteix i la durada d'aquesta inversió. Aquesta relació serà crucial en la manera com els tipus d'interès provoquen canvis en l'estructura de consum de béns de consum davant de béns de capital. Aquest estalvi procedeix dels ingressos no gastats dels agents i, a través dels bancs, finança el procés empresarial. Aquesta relació pot ser modificada per l'autoritat monetària per augmentar l'activitat econòmica, produeix una disminució del tipus d'interès, cosa que a priori aconsegueix el seu objectiu. Tanmateix, aquesta nova activitat econòmica finançada amb tipus d'interès baixos són realment activitats que no es duran a terme en situacions normals; són activitats especulatives i que generen poc o cap valor afegit. Aquesta nova situació només es pot mantenir en el temps si es mantenen els tipus d'interès anormalment baixos, cosa que conduiria a una situació cada cop més complicada ja que nous recursos aniran a parar a aquestes activitats especulatives. D'altra banda, si cessa la política de tipus d'interès baix, es produirà una pèrdua de valor perquè no és possible retirar tots els recursos assignats als sectors poc productius. Un altre efecte produït per l'augment de l'oferta monetària és l'augment de la inflació, que canvia la relació entre els béns d'inversió i el consum i afegeix problemes al sosteniment de la política de tipus d'interès baix.

### Teoria del valor
La teoria austríaca dels diners es presenta a l'obra Teoria dels diners i el crèdit (1912). A partir de les aportacions de Carl Menger sobre la utilitat marginal, Mises aplica un model d'oferta i demanda per explicar l'origen del valor dels diners. L'element central que compon la teoria del valor missiana és que el canvi objectiu (poder adquisitiu) dels diners és el que genera les peculiaritats que té, ja que sense capacitat de poder adquisitiu no es faria ús dels diners. És aquest element el determinant de la demanda i dependrà del valor subjectiu que cada ciutadà tingui dels diners.
D'altra banda, el valor subjectiu de cada individu depèn del valor subjectiu de la resta de béns econòmics pel que fa als diners. Per als autors austríacs, aquests dos tipus de valors estan relacionats amb el teorema de la regressió monetària. La demanda de diners el dia “D” es basa en el poder adquisitiu que posseïa el dia “D-1”. Aquest mateix poder adquisitiu sorgeix per la intersecció de l'oferta dels diners el dia “D-1” i la seva demanda que, basant-nos en el valor subjectiu dels individus, situem novament en el valor determinat pel poder adquisitiu un dia abans, a el dia “D-2”. Aquesta regressió es pot desenvolupar ad infinitum però mancaria llavors de sentit.
Per a l'autor, aquesta dinàmica comença en el moment en què l'or es feia servir únicament com a bé, però el seu ús com a mitjà de canvi (en paraules misianes el seu valor de canvi objectiu) encara no existia. En el moment en què en un petit grup s'estandarditza l'ús d'or com a mitjà de canvi per evitar la ineficiència dels intercanvis del bescanvi, aquest ja té valor de canvi objectiu i neix la dinàmica de mercat que produeix que aquest mitjà s'estengui a la resta de regions.
Pel que fa a l'oferta monetària d'aquest sistema, per a Mises ha d'estar basada en el patró or. Atès que el valor que tenen els diners està basat en una quantitat d'or, aquest valor no es devalua. Una altra característica que defineix l'escola austríaca és que no accepten l'existència d'un terme que resumeixi el sistema de preus general. Per als autors d'aquesta escola, els preus de tots els béns, inclosos els diners, es poden expressar en infinitat de relacions d'intercanvi respecte de la resta de béns que depenen del valor subjectiu que cada individu atorgui a aquests béns. D'aquesta manera, qualsevol “resum” dels preus en un sol valor o conjunt de valors només fa desaparèixer els matisos generats per un fenomen complex en la determinació de preus per un valor més comprensible però sense importància.

### Càlcul econòmic
Amb la publicació de “El càlcul econòmic a la comunitat socialista” (1920), Mises comença una crítica al sistema socialista que complementa la seva animadversió per la intervenció estatal. La tesi principal presentada en aquesta obra és que en un sistema on els preus mostren una relació d'intercanvi limitada, la informació que aporta als agents és també limitada. En una economia lliure, el càlcul monetari permet apreciar els agents les potencialitats econòmiques. En una economia on l'única font de rendibilitat és satisfer les necessitats del consumidor, els empresaris buscaran cobrir aquestes necessitats de la manera més barata possible, garantint-ne l'eficiència i el progrés. Si l'Estat intervé a l'economia, incentiva processos productius ineficients i modifica la relació entre preus relatius i la utilitat relativa que obtenen els agents econòmics. En una economia socialista els preus no només perjudiquen el mercat de béns de consum, on les preferències individuals són modificades com hem comentat per la intervenció estatal, sinó que els mitjans de producció i el mercat de béns de producció òptims per produir el bé final desitjat no es fa pel procés de mercat i, per tant, no es coneix l'eficiència dels mètodes esmentats.
En resum, el desconeixement dels agents dels costos que suposen les seves accions fa que la producció i l'intercanvi es realitzin sobre la base de criteris no econòmics i, per tant, ineficients. Des del punt de vista de la política monetària, els òrgans governamentals tenen a incentivar l'economia mitjançant tipus d'interès baixos, fet que provoca inversions improductives i condueix a una situació que es desenvolupa a la teoria austríaca del cicle econòmic.
Altres contribucions i idees
Ludwig von Mises va publicar al llarg de la seva vida més de dos-cents assajos on va tractar diversos temes, com l'aplicació del mètode positiu en economia, l'estatisme i l'educació. Una de les aportacions més destacables és la negativa a acceptar l'equilibri general dels clàssics i els neoclàssics (prenent com a referència el model de Walras). En economia és impossible determinar un equilibri general on totes les variables es puguin determinar de manera simultània. Per a Mises el protagonista de l'economia és l'emprenedor, de manera que tindrà èxit sempre que els preus generats al mercat cobreixin les seves pèrdues, d'aquesta manera s'aniran arruïnant els empresaris menys competitius afavorint la innovació i el progrés. Tot aquest procés de mercat fa que els condicionants de l'oferta i de la demanda produeixin canvis al mercat de forma contínua, per la qual cosa un model estàtic no pot plasmar la realitat.

## Obres més importants
- La teoria dels diners i del crèdit (1912)
- El socialisme (1922)
- Liberalisme (1927)
- Crítica de l'intervencionisme (1929)
- Problemes epistemològics de l'economia (1933)
- Govern omnipotent (1944)
- Burocràcia (1944)
- L'acció humana (1949)
  - precedida per Nationalökonomie (1940)
- Teoria i història (1957)
- El fonament últim de la ciència econòmica (1962)

## Obres en català
- L'acció humana. Tractat d'economia (2010), Barcelona: Columna.

## Webs de referència
Mises Institute
Instituto Von Mises Barcelona
Jordi Franch